# Pavel Královec
Pavel Královec (ur. 16 sierpnia 1977 w Domaźlicach) – czeski sędzia piłkarski. Prowadzi mecze czeskiej Gambrinus ligi, a także od 2005 roku mecze międzynarodowe.

## Kariera
Został wybrany z listy arbitrów na Mistrzostwa Świata U-17 rozegrane w 2011 w Meksyku i Turniej Olimpijski w ramach Igrzysk Olimpijskich 2012 w Londynie Sędziował również mecze eliminacyjne do mundiali w 2010, oraz 2014 roku, a także mecze kwalifikacyjne Euro 2008 i Euro 2012.
W marcu 2013 roku, FIFA umieściła go na liście 52 kandydatów na sędziów na MŚ 2014 w Brazylii.
W grudniu 2015 roku został wybrany przez FIFA jednym z arbitrów spotkań Euro 2016 we Francji. Na tym turnieju poprowadził dwa mecze: Ukraina – Irlandia Północna, oraz Rumunia – Albania.

## Statystyki kariery
Statystyki zawierają tylko mecze czeskiej Gambrinus Ligi.
| Sezon                                    | Gry | Wspólna | za grę | Wspólna | za grę | Link  |
| ---------------------------------------- | --- | ------- | ------ | ------- | ------ | ----- |
| 2006/07                                  | 20  | 78      | 3.9    | 3       | 0.15   | [ 4 ] |
| 2007/08                                  | 17  | 53      | 3.12   | 0       | 0      | [ 5 ] |
| 2008/09                                  | 13  | 58      | 4.46   | 0       | 0      | [ 6 ] |
| 2009/10                                  | 10  | 37      | 3.7    | 0       | 0      | [ 7 ] |
| 2010/11                                  | 17  | 67      | 3.94   | 3       | 0.18   | [ 8 ] |
| W ogóle                                  | 77  | 293     | 3.81   | 6       | 0.08   |       |
| Uwaga: brak wolnych zapisów do 2006/2007 |     |         |        |         |        |       |